# Дюпа, Пьер Луи
Пьер Луи Дюпа (фр. Pierre Louis Dupas; 1761—1823) — французский военный деятель, дивизионный генерал (1805 год), граф (1809 год), участник революционных и наполеоновских войн. Имя генерала выбито на Триумфальной арке в Париже.

## Биография

### Происхождение и начало военной карьеры
Родился в семье буржуа Гаспара Дюпа (фр. Gaspard Dupas; 1715—1803) и его супруги Антуанетты Пеллиссье (фр. Claudine Antoinette Pellissier). 1 марта 1775 года в возрасте 14 лет поступил на военную службу в полк Пьемонтских драгун армии Сардинского королевства. 30 марта 1784 года перешёл на службу Женевской республики. В 1786 году получил увольнение через выкуп звания сержанта-фурьера. 1 августа 1787 года определён в состав швейцарского полка Шатовьё на французской службе, после чего с 1-м батальоном отбыл на Корсику в Корте. Затем стал гренадером 2-го батальона. В 1788 году вернулся на континент. 13 июля 1789 года вступил в Национальную гвардию Парижа, и принимал участие в штурме Бастилии. С 3 сентября 1789 года служил в гренадерах батальона «Эстрапада» в платной национальной гвардии Парижа. Покинул этот корпус 25 апреля 1791 года. 1 августа 1792 году произведён в подполковники дивизии пешей жандармерии 6-го округа Парижа, известного как «Победители Бастилии».

### Служба в Аллоброжском легионе
Он подал в отставку, чтобы отправиться к границам, когда родина была объявлена в опасности, и добился от министра Сервана 13 августа 1792 года места старшего аджюдана в Аллоброжском легионе в составе Альпийской армии. С 1 декабря 1792 года командовал ротой карабинеров этого легиона. Участвовал в оккупации Савойи. 1 августа 1793 года Дюпа был произведён в командиры батальона, и стал командиром всех карабинеров легиона. Исполнял обязанности адъютанта генерала Карто при осаде Тулона. В ноябре 1793 года вернулся в легион. 19 апреля 1794 года был зачислен в состав Армии Восточных Пиренеев генерала Дюгомье, отличился при завоевании долины Аран.

### Кампании под началом генерала Бонапарта
7 ноября 1795 года его батальон влился под номером 3 в состав 4-й бис-полубригады лёгкой пехоты в Итальянской армии. 5 мая 1796 года возглавил 2-й батальон карабинеров в составе авангарда генерала Дальманя. 8 мая переправился через По. 10 мая отличился при Лоди, где с 200 карабинерами аллоброгов и 29-й лёгкой полубригадой первым перешёл мост, и внёс существенный вклад в победу. Был награждён за эти действия Наполеоном почётной саблей. 2 июня вернулся в состав 4-й полубригады. В июне командовал 5-м батальоном гренадеров в экспедиции к Ливорно. Затем участвовал в осаде Мантуи, где 16 июля отразил атаку австрийцев. 7 октября 1796 года назначен в 27-ю полубригаду лёгкой пехоты. Командовал сперва 8-м, потом 1-м гренадерскими батальономи. 12 ноября получил четыре огнестрельные раны в правую руку и одну в левую в сражении при Кальдьеро. 12 января 1797 года возглавил 1-й батальон 27-й лёгкой полубригады. 14 января 1797 года ранен пулей в правое бедро в Ангьари при преследовании Проверы.
11 мая 1798 года отплыл в Енипет составе Восточной армии Бонапарта и принял участие в Египетской экспедиции. Был назначен командиром батальона пеших гидов главнокомандующего. 13 июня 1798 года участвовал во взятии Мальты. 12 января 1799 года произведён в полковники, и назначен временным командиром 69-й полубригады линейной пехоты. 8 февраля 1799 года был назначен комендантом цитадели Каира, которую в 1800 году защищал в течение 34 суток, имея всего 200 раненых солдат против восставших местных жителей и 2000 турок. На требование сдаться ответил: «Я не имею никаких альтернатив, кроме капитуляции и смерти, следовательно, я должен остановиться на смерти!». Захваченные в данном бою 5 флагов, амуниция и оружие были перевезены в Париж, и висят под куполом дома Инвалидов. 23 сентября 1801 года возвратился во Францию и высадился в Марселе.

### Кампании 1805-07 годов
19 марта 1802 года был назначен старшим адъютантом правительственного дворца. 2 мая 1803 года возглавил эскадрон мамелюков в составе Консульской гвардии. 29 августа 1803 года получил звание бригадного генерала, и 5 октября определён в 15-й военный округ в качестве старшего командующего береговой линии от Сены до Соммы в Гавре. 13 декабря 1803 года возглавил 2-ю бригаду гренадерской дивизии генерала Жюно в Аррасе. Вернулся в штаб дворца 24 марта 1804 года, но по приказу Первого консула 1 мая вновь был зачислен в корпус гренадеров. 18 сентября 1804 года стал заместителем губернатора дворца Ступиниджи в Пьемонте.
В кампании 1805 года сражался под началом генерала Удино в составе 5-го корпуса маршала Ланна Великой Армии. 16 участвовал в битве при Холлабрунне. 2 декабря отличился в сражении при Аустерлице, где взял в плен около 5000 австрийцев.
24 декабря 1805 года произведён в дивизионные генералы. 15 сентября 1806 года Дюпа прибыл в Майнц и 20 сентября возглавил 2-ю пехотную дивизию в новом 8-м армейском корпусе маршала Мортье. Под его началом находились 4-й и 15-й полки лёгкой, и 22-й и 58-й линейной пехоты. Перед 8-м корпусом была поставлена задача занять Ганновер и выбить шведов из Шведской Померании. В декабре 1806 года дивизия покинула Берлин, и с 30 января по 18 апреля 1807 года участвовала в осаде Штральзунда. В начале мая дивизия Дюпа стала 1-й дивизией 8-го корпуса. К дивизии также был добавлен Вюрцбургский полк. 17 мая 1-я бригада дивизии Дюпа по требованию маршала Лефевра получила приказ идти на Данциг, куда прибыла 20-го числа. 1-го июня дивизия Дюпа разместила свои расквартирования в деревнях, соседних с Диршау.
2 июня Наполеон провёл смотр дивизии. 6 июня 8-й корпус снова выступил в путь, форсировал Вислу и расположился биваком перед Мариенбургом.14 июня дивизия Дюпа покинула Лампаш в час ночи и направилась в сторону Фридланда, куда прибыла в шесть часов вместе с армейским корпусом маршала Ланна. Дивизия Дюпа немедленно вышла на линию фронта и развернулась справа от Хайнрихсдорфа, где батальон 4-го лёгкого полка и Парижский полк сменили гренадеров Удино. Мортье вместе с дивизией Дюпа отразил атаку пехотной колонны, в результате чего она понесла огромные потери. Затем энергичной атакой четыре полка дивизии захватили плато перед городом и удерживали его до девяти часов вечера. Обстреливаемые весь день сильным артиллерийским и ружейным огнём, окружённые и атакованные казаками Горчакова, эти храбрые люди оставались на своих позициях. Отчёт о потерях, заверенный начальником штаба Годино, показывает нам, что после дивизии Удино именно дивизия Дюпа понесла наибольшие потери в армии. В своём докладе Наполеону от 16 июня маршал Мортье говорил: «Все полки дивизии Дюпа покрыли себя славой». В конце боя корпус Мортье, перед которым находилась вся вражеская кавалерия, продвинулся лишь немного дальше Хайнрихсдорфа и не дошёл до Алле, несомненно, из благоразумия, чтобы отразить наступательный ответ этой конницы. 12 июля передан в распоряжение маршала Брюна. 30 июля прибыл в Гамбург под начало маршала Бернадотта. В 1808 году со своей дивизией дислоцировался на территории Дании.

### Австрийская кампания 1809 года
12 октября 1808 года возглавил дивизию, состоящую из 5-го лёгкого и 19-го линейного, и вместе с голландцами служил в ганзейских городах под началом Бернадотта. В январе 1809 года Дюпа он покинул берега Балтики, чтобы приблизиться к театру военных действий. Дивизия заняла Магдебург на Эльбе, откуда вскоре должен был уйти, чтобы 8 апреля 1809 года вместе с саксонцами присоединиться к 8-му армейскому корпусу маршала Бернадотта Армии Германии. Дивизия Дюпа была направлена сначала в Регенсбург, чтобы заменить там маршала Даву. Затем следовала за Даву последовательно до Штраубинга, Пассау и Линца, всегда следуя по правому берегу Дуная и следя за левым берегом, где находился эрцгерцог Карл. В Пассау, расположенном у слияния Дуная и Инна, бригада дивизии Дюпа взяла на себя очень важные работы, такие как строительство мостов через Дунай и Инн с двойным плацдармом на одной и другой реке, укреплённый лагерь и т. д., чтобы обеспечить армии прочную поддержку и иметь в случае необходимости прибыть на левый берег Дуная; в Линце, при слиянии Дуная и Трауна, она также использовалась для аналогичных работ. После битвы при Эсслинге дивизия подошла к Вене и 1 июля одной из первых разбила лагерь на острове Лобау. 6 июля участвовал в Ваграмском сражении. В то время как Удино и Бернадотт сражались на флангах, пытаясь захватить два опорных пункта противника, в середине Дюпа и Макдональд подошли к Руссбаху, чтобы переправиться через него. Этот мелкий, но глубокий ручей представлял собой довольно большое препятствие, которое нужно было преодолеть. Дюпа с 5-м лёгким и 19-й линейным бросился туда с криком: «Да здравствует Император!» В спешке некоторые солдаты, оказавшиеся в самой глубокой части воды, утонули. Остальные одержали победу над препятствием, сплотились после его преодоления и под пулями и картечью поднялись по склонам плато. Австрийский корпус вёл очень сильный огонь. Два отважных французских полка Дюпа вытеснили вражеских застрельщиков, и около трёхсот взяли в плен, миновали линию казарм и устремились на плато. 5-й, шедший впереди, прорвался через одно из каре, забрал его флаг и взял в плен. 19-й не отставал. Его также поддержали два саксонских батальона, приданные Дюпа. Австрийская линия уже была близка к перерезанию, когда сзади раздался огонь, вызвавший крайнее удивление и большое беспокойство. Две колонны Итальянской армии, одна под командованием Макдональда, другая – Гренье, переправившись через Руссбах, поднялись на плато с оружием в руках и собирались присоединиться к Дюпа, увидев саксонцев последних и приняв их за врагов, они открыли по ним огонь. Эта неожиданная атака с тыла потрясла немцев. Они отступили, обстреливая войска Макдональда и Гренье. Последние, полагая, что их атакуют с фронта и в то же время подверглись фланговой атаке, испытали волнение, которое ночью вскоре переросло в панику. Они бросились на дно плато, преследуемые перепуганными саксонцами. Дюпа, оставшийся один на передовой линии со своими двумя французскими полками, атакованный со всех сторон корпусом Бельгарда, который собрал сам эрцгерцог Карл, был вынужден сдать позиции и покинуть плато под неоднократными атаками пехоты и кавалерии. Это сражение стоило дивизии Дюпа огромных потерь. После роспуска дивизии, 9 июля 1809 года возглавил вместо Фрера 2-ю гренадерскую дивизию 2-го корпуса Удино.

### Последние годы службы и отставка
В 1809 году приобрёл замок Рипай в департаменте Монблан. В марта 1810 года вернулся во Францию и оставался без служебного назначения. 24 апреля 1810 года генерал был предоставлен 6-месячный отпуск.
21 апреля 1811 года в родном городе женился на Марие Раймон (фр. Marie Anne Antoinette Raymond), племяннице генерала Юлена. В браке родились два сына и дочь.
1 июня 1813 года возвратился к активной службе и 25 июня был назначен командиром 42-й пехотной дивизии Майнцского наблюдательного корпуса. В августе 1813 года определён в распоряжение маршала Ожеро. 13 сентября 1813 года по состоянию здоровья был вынужден сдать командование и отбыть во Францию. Вернулся в своё имение. 25 ноября 1813 года вышел в отставку.
Генерал умер в замке Рипай 6 марта 1823 года.

## Воинские звания
- Капитан (1 декабря 1792 года);
- Командир батальона (1 августа 1793 года);
- Полковник (12 января 1799 года, утверждён 4 апреля 1802 года);
- Бригадный генерал (29 августа 1803 года);
- Дивизионный генерал (24 декабря 1805 года).

## Титулы
- Граф Дюпа и Империи (фр. comte Dupas et de l'Empire; декрет от 28 января 1809 года, патент подтверждён 10 февраля 1809 года в Париже)[2][3].

## Награды
Почётное оружие за битву при Лоди
 Легионер ордена Почётного легиона (24 сентября 1803 года)
 Коммандан ордена Почётного легиона (14 июня 1804 года)
 Кавалер баварского ордена Льва (март 1806 года)
 Кавалер ордена Железной короны (23 декабря 1807 года)